# Camerlingue
Le titre de camerlingue est le titre de divers officiers dans l'Église catholique romaine. Ce terme est issu de l'italien camerlengo (chambellan) qui vient lui-même du latin tardif camarlengus et du vieux-francique (ancien allemand) chamarlinc (kämmerlink), de kämmer, chambre au sens de fisc ou trésor public.
Ce titre remonte au haut Moyen Âge : un certain Berthold, tenant l'emploi de trésorier, est désigné sous le nom de « camerlingue » dans une charte de Lothaire Ier, empereur d’Occident au IXe siècle.

## Cardinal camerlingue de la Sainte Église romaine

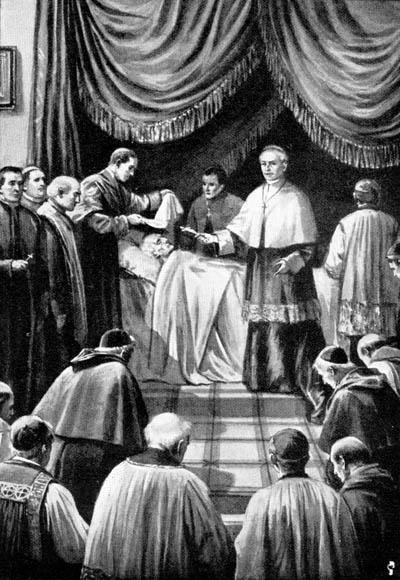
Cardinal camerlingue annonçant la mort du pape.

Le « camerlingue de la Sainte Église romaine » est le cardinal placé à la tête de la Chambre apostolique, service de la Curie romaine chargé des biens temporels du Saint-Siège pendant la période sede vacante du pouvoir pontifical, conformément aux dispositions de la constitution apostolique Universi Dominici gregis régissant cette vacance du siège apostolique et l'élection du pontife romain.  
La fonction de camerlingue de la Sainte Église romaine est tenue, depuis le 14 février 2019, par le cardinal Kevin Farrell.

## Cardinal camerlingue du Sacré Collège
De 1150 à 1995, le « camerlingue du Sacré Collège » est le trésorier du Collège des cardinaux. Il est responsable des propriétés, fonds et revenus de ce collège, célèbre la messe de requiem pour un cardinal mort et est chargé du registre de l’Acta Consistoralia. La fonction a été créée par le pape Eugène III en 1150, mais il n'y a pas de documents prouvant l'existence de la fonction avant le pontificat d'Innocent III, pape de 1198 à 1216, ou même avant l'an 1272. Cette fonction de camerlingue du Sacré Collège a été supprimée par Jean-Paul II en 1995.

## Camerlingue du clergé romain
Le camerlingue du clergé romain est élu par les curés et les chanoines de Rome. Il occupe une place d'honneur dans les processions et c'est lui qui fixe les préséances dans les cérémonies solennelles.
Le camerlingue est choisi alternativement parmi les chanoines et les curés.
Ses fonctions étaient autrefois exercées presque quotidiennement par l'établissement des certificats d'état libre pour les mariages et les ordinations, auxquels il était obligé de prendre part.
Il percevait une redevance sur le casuel des paroisses.

## Camerlingue des confréries
Le titre de camerlingue est fréquemment utilisé en Italie par les confréries, les archiconfréries et d'autres associations religieuses de laïcs, surtout s'il s'agit d'institutions pluriséculaires qui ont conservé l'usage des dénominations traditionnelles. Ce titre équivaut en principe à celui de président. Dans les confréries qui utilisent pour cette fonction les termes équivalents de prieur, gouverneur, modérateur, etc., l'office de camerlingue reprend son sens originel de trésorier.